# Jacob Wendt Jensen
Jacob Wendt Jensen (født 1966 i Aalborg) er en dansk journalist, filmanmelder, redaktør, foredragsholder og forfatter.
Er redaktør for Sceneliv (medlemsblad i Dansk Skuespillerforbund).
Har fra lige før årtusindskiftet gennem 25 år anmeldt film for medier som BT, Berlingske, Jyllands-Posten og Euroman.
Har skrevet biografier om Niels Olsen, Kirsten Lehfeldt, Lise Nørgaard, Jack Nicholson, Victor Borge, Nina van Pallandt og Ove Sprogøe. Fagbogen Cut – bag om dansk films ny guldalder – fortalt af dem der skabte den og en krønike om danskere i filmbyen Hollywood med titlen Drømmen om Hollywood – sammen med Christian Monggaard. I samme konstellation er det blevet til autoritative værker i coffe table-format om tv-serierne Matador og Huset på Christianshavn.
Endvidere er det blevet til bøger om de to rockbands, Gasolin' (2021) - med Niels Ole Baadsgaard - og Shu-bi-dua (2023) med Jan Poulsen. Og Bogen om Badehotellet (2023).
På eget forlag, Forlaget Format, er udgivet Poul Bundgaard - en biografi (2022). 
Var fra 2011 til 2018 formand for Danske Filmkritikere, der uddeler Bodilprisen.

## Uddannelse
Civiløkonom, journalist og bachelor i Film- og Medievidenskab.